# Шлирбах (Виртемберг)
Шлирбах (њем. Schlierbach) општина је у њемачкој савезној држави Баден-Виртемберг. Једно је од 38 општинских средишта округа Гепинген. Према процјени из 2010. у општини је живјело 3.834 становника. Посједује регионалну шифру (AGS) 8117044.

## Географски и демографски подаци
Шлирбах се налази у савезној држави Баден-Виртемберг у округу Гепинген. Општина се налази на надморској висини од 355 метара. Површина општине износи 11,0 km². У самом мјесту је, према процјени из 2010. године, живјело 3.834 становника. Просјечна густина становништва износи 349 становника/km².